# BAP Almirante Villar
Le BAP Almirante Villar était un destroyer de classe Orfei qui a servi dans la marine péruvienne. Initialement construit pour la marine impériale russe, il a été capturé par la Royal Navy lorsque les bolcheviks ont pris le pouvoir et transféré à la marine estonienne, qui l’a à son tour vendu au Pérou en 1933. Il a été nommé Almirante Villar en l’honneur du contre-amiral Manuel Villar Olivera, qui a dirigé les forces navales péruviennes et chiliennes qui ont triomphé lors du combat d'Abtao.

## Service dans la marine impériale russe
Le Kapitan Ranga Miklukho était un destroyer construit pour la flotte de la Baltique de la marine impériale russe. Il s’agissait d’une version modifiée des destroyers de classe Novik de construction russe, car il était légèrement plus long et avec plus de tubes lance-torpilles. Il a combattu pendant la Première Guerre mondiale.

## Service dans la marine bolchevique
Après la fin de l’Empire russe, ce navire a agi contre l’intervention alliée dans la guerre civile russe et a été renommé Spartak.

## Service dans la marine estonienne
Au début de la guerre civile russe, la Royal Navy soutient les Russes blancs, capturant des croiseurs et des destroyers des forces rouges, comme le Spartak. Bien qu’il ait été initialement prévu que les navires soient donnés aux forces russes blanches (en particulier à l’armée du Nord-Ouest), les officiers britanniques ont finalement choisi de transférer le Spartak (ainsi que l'Avtroil également capturé) à la marine de la république d’Estonie nouvellement indépendante, où il a été rebaptisé Vambola.
Le destroyer Vambola a joué un rôle de premier plan pendant la guerre d'indépendance de l'Estonie. Il est d’abord rattaché au groupement tactique qui débarque à Narva au deuxième trimestre 1919, mais l’impossibilité de prendre la ville au cours du mois de mars à la suite de la campagne terrestre réussie des soomusrongids (trains blindés) modifie la stratégie navale du haut commandement estonien.
Finalement, la première opération du Vambola a été de miner la zone située entre les îles Hogland et Moshchni le 29 avril 1919, en collaboration avec le Lennuk (le nouveau nom donné à l'Avtroil). Au cours de la nuit, un accident s’est produit qui a endommagé une partie de la superstructure arrière et la glissière à mines, obligeant le bateau à se replier vers Tallinn dans la matinée. Cette opération ne fut pas vaine, puisque le 21 octobre de la même année, le champ de près de 300 mines posées coula les destroyers de classe Orfei (la même classe que le Vambola) Gavril, Konstantin et Svoboda, construits en 1915 à Reval (ancien nom de Tallinn, à l’époque capitale du Gouvernement d'Estonie de l’Empire russe), qui avaient quitté Petrograd (anciennement Saint-Pétersbourg) pour tenter de fuir l’encerclement imposé la veille par l’avance de l’armée russe blanche du Nord-Ouest.
Après des réparations à Tallinn, le Vambola fut affecté entre avril et mai au soutien de l’avance de l’armée du Nord-Ouest dans la région à l’est de la rivière Narva, et en juin au soutien aux rebelles de l’armée rouge dans les forts de Krasnaïa Gorka et Seraya Loshad. À la mi-juin, il reçoit l’ordre de se joindre aux efforts estoniens contre l’armée territoriale balte, une force livonienne pro-germanique. À la suite des victoires estoniennes contre les Livoniens à Cēsis et à Riga, la marine se consacre à nouveau à soutenir l’avancée des forces russes blanches dans la campagne contre Petrograd, où elle se distinguera jusqu’à la fin des hostilités entre Estoniens et bolcheviks le 3 janvier 1920.
Dans les deux années qui suivirent la guerre, l’équipage du Vambola fut considérablement réduit et sa discipline se relâcha. En conséquence, il fut l’un des équipages avec la plus grande accumulation d’amendes et de punitions de toute la marine estonienne.

## Navire diplomatique
Le Vambola a été utilisé pour divers voyages diplomatiques et représentations. Dans ce cadre, il est en Finlande en octobre 1920, et à nouveau le 27 mai 1923 aux côtés des destroyers Lennuk et Kungla lors d’un défilé pour commémorer l’indépendance de l’Estonie.
En 1923, il se rend à Gdynia (République polonaise) pour assister à l’inauguration d’une base navale dans la ville. Au cours de l’événement, le destroyer a accueilli à son bord le président polonais Stanisław Wojciechowski.
En 1925, le navire est arrivé en Lettonie dans le cadre d’une croisière d’entraînement pour les nouveaux marins. Il se rend à nouveau dans le pays en 1929 dans le cadre d’une escadre formée avec le Lennuk et le Sulev, un torpilleur allemand qui s’est échoué pendant l’opération Albion et a été secouru par la marine estonienne en 1923, lors d’une visite officielle à Liepāja.
En 1928, le Vambola se rend en Suède en tant que transport officiel du chef de l'État estonien, Jaan Tõnisson, lors de son voyage dans le pays scandinave.

## Offres d’achat
Les premières offres d’achat pour le Vambola et son navire jumeau de classe Orfei, le Lennuk, ont été faites par la marine polonaise en novembre 1920, à la suite d’une inspection des navires par l’officier polonais Mieczysław Bereśniewicz. Les Britanniques, craignant que la marine de la Seconde République polonaise ne se renforce trop, tentèrent de convaincre les Finlandais que c’était leur marine qui achèterait les navires. Face à l’absence d’intention d’achat de la part de la marine finlandaise, les navires sont restés en Estonie pendant un certain temps, l’offre de vente étant gelée.
Avec le déclenchement de la Grande Dépression en 1929 et sa généralisation à toute l’Europe en 1930, le coût de l’entretien des navires a augmenté de manière exponentielle, ce qui a amené l’administration estonienne à précipiter la vente des navires afin de se débarrasser du coût de leur entretien.
La première offre envisagée est celle de la société Ludwig Bing en août 1931, mais le prix que le gouvernement estonien s’attendait à obtenir (2 225 000 couronnes estoniennes, soit environ 2,5 millions d’euros en 2020) était excessif. Le retard dans les négociations a conduit le gouvernement estonien à annuler la vente, invoquant des obligations envers l’alliance de l’Estonie et de la Finlande, ce qui faisait de la marine finlandaise un acheteur privilégié. Les Finlandais offrirent 1 550 000 couronnes estoniennes pour chacun des navires, qui étaient nécessaires pour renforcer leur marine : celle-ci n’avait pas de navires plus gros qu’un torpilleur. Cependant, lorsque le gouvernement estonien a voulu accepter l’offre inférieure des Finlandais, ceux-ci ont dû refuser d’acheter car leur économie, également affectée par la Grande Dépression, a modifié les plans d’agrandissement de leurs forces armées.
Dans les premiers mois de 1933, la Colombie et le Pérou, tous deux plongés dans la guerre colombo-péruvienne de 1932-1933, s’intéressent à l’achat du Vambola et du Lennuk. Le premier à faire une offre fut la Colombie, qui, par l’intermédiaire de la société française d’Alexandre Kliagin, approchait les marines européennes pour acheter des destroyers. Le réseau de renseignement péruvien a été informé de l’offre et en a informé le président péruvien Luis Miguel Sánchez Cerro, qui s’est empressé de faire une offre d’achat aux Estoniens pour devancer les Colombiens. Des représentants de l’Estonie et du Pérou se sont rencontrés au Brésil pour négocier l’acquisition par le Pérou des destroyers estoniens.
Les publications du ministère de la Défense estonien de l’époque montrent qu’avant les offres colombiennes et péruviennes, la vente pour la démolition des navires commençait déjà à être envisagée, pour seulement 50 000 couronnes estoniennes. Les offres colombienne et péruvienne ont été suivies d’une offre de la république de Chine, que l’Estonie a déclinée afin de ne pas contrarier ses alliés britanniques.
Finalement, la vente au Pérou a été fixée à 1 550 000 couronnes estoniennes par navire, le même prix que celui proposé par les Finlandais deux ans plus tôt, puisque la négociation a été menée par la société hambourgeoise Ludwig Bing, la société allemande qui a fait la première offre en 1931. À cette occasion, la première offre de Ludwig Bing était de 1 400 000 couronnes estoniennes, l’offre colombienne était beaucoup plus élevée (1 865 000 couronnes estoniennes). Cependant, Juhan Tõrvand, le chef d'état-major estonien, estimait à juste titre que l’offre élevée présentée par W. Gubin, de la société Alexander Kliagin (défenseur des intérêts colombiens) ne visait qu’à retarder les négociations pour empêcher l’acquisition par l’ennemi péruvien. Il recommanda donc la vente au Pérou qui fut finalement signée le 29 juin 1933. Le conflit à Leticia était déjà terminé (le Pérou a évacué la ville le 25 juin), mais l’affrontement naval était toujours actif.

## Service dans la marine péruvienne

### Campagne militaire du Nord-Est de 1932
Le destroyer Almirante Villar (ex-Vambola) et son navire-jumeau l'BAP Almirante Guise (ex-Lunnek) ont effectué le blocus de la côte atlantique de la Colombie, ce fut leur baptême du feu, obligeant ainsi ce pays à créer deux bases d’hydravions, l’une à Buenaventura et l’autre à Carthagène des Indes. Là, il a également affronté des mercenaires engagés par l’État colombien.

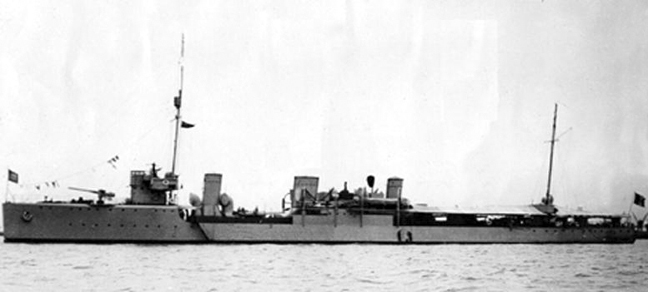
Le destroyer Almirante Villar, ex Vambola.

### Campagne militaire du Nord et du Nord-Est de 1941
Lorsque le conflit avec l’Équateur éclata en 1941, l'Almirante Villar quitta le port de Callao et arriva à Zorritos le 7 juillet. Entre le 10 et le 13 juillet, l'Almirante Villar et le BAP Coronel Bolognesi escortent le convoi, composé des transports Mantaro et Ireland, de la Peruvian Steamship Company, et du pétrolier Pariñas (qui avait rejoint l’escadre) qui se dirigeait vers le nord depuis Callao et transportait des troupes et des approvisionnements pour l’armée péruvienne qui se trouvait sur le théâtre d'opérations du Nord. Les navires de guerre péruviens, qui avaient leur base navale à Zorritos, effectuaient des tâches d’exploration et de patrouille jusqu’à la Boca de Capones, qui était la limite des eaux territoriales péruviennes, dans le but d’assurer la protection depuis la mer des troupes de l’armée dans leur avancée vers le nord.

### L’escarmouche navale de Jambelí
Le 25 juillet, le destroyer Almirante Villar quitte Zorritos avec pour mission d’entrer dans les eaux équatoriennes et d’effectuer des patrouilles et des reconnaissances dans la région. Alors que l'Almirante Villar se trouvait à proximité du canal de Jambelí, il a repéré la canonnière équatorienne BAE Abdón Calderón. Le navire équatorien, qui était en transit vers Guayaquil, a dévié de sa route à 180° dès qu’il a reconnu le navire péruvien, s’enfuyant vers Puerto Bolívar et tirant des coups de canon. Le BAP Almirante Villar a fait de même, manœuvrant en rond et évitant de s’approcher trop près de la côte en raison de la faible profondeur du fond marin. Après 21 minutes d’échange de tirs entre les deux navires, l’incident terminé, le destroyer Almirante Villar a poursuivi ses opérations sans autre interruption sur le théâtre d’opérations Nord. Dans le camp adverse, selon ce qui a été rapporté par son propre commandant Rafael Morán Valverde, l'Abdón Calderón a subi de graves dommages à sa chaudière lorsqu’il a forcé les feux dans sa fuite, s’étant caché dans la végétation dense entre le canal de Jambelí et l’estuaire de Santa Rosa.
En raison du retrait total des navires équatoriens vers Guayaquil, et considérant qu’il n’y avait plus de menace sur le front maritime, l’escadre péruvienne décida de retirer progressivement ses unités de surface vers Callao, l'Almirante Villar arrivant au premier port du Pérou le 1er octobre.

### Fin de carrière
Après 21 ans de service, l'Almirante Villar a été désarmé et ferraillé en 1954.

## Voir aussi

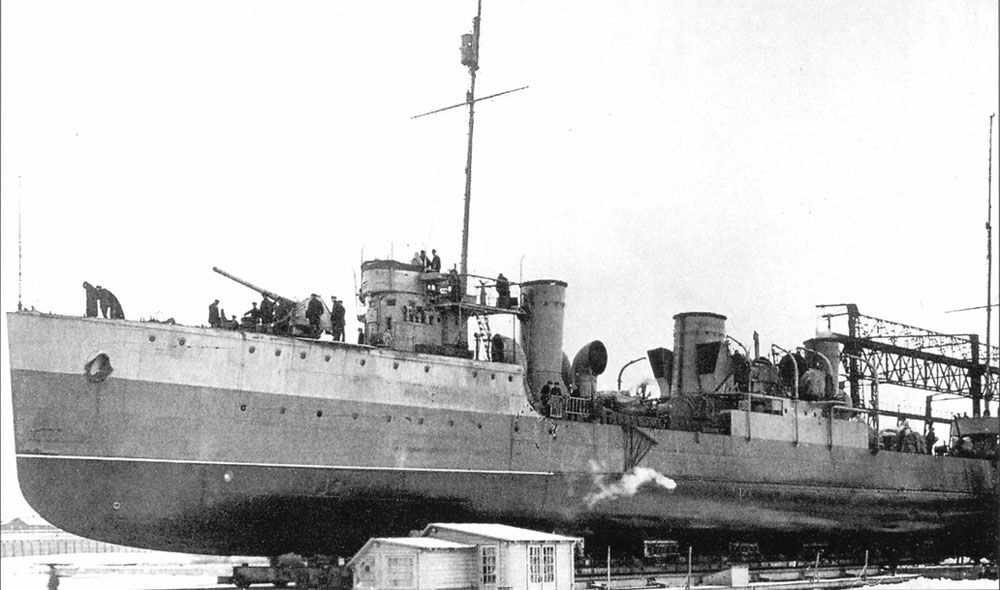
Le Vambola dans le port de Tallinn.